# Petit Baghmati
El Petit Baghmati és un riu de Bihar (Índia), al nord-oest de l'estat, principalment al districte de Muzaffarpur (de vegades Muzaffarpur), afluent del riu Baghmati al que s'uneix a Haiaghat, a uns 13 km al sud de Darbhanga.
Rep diversos rius menors com el Kamla, el Dhaus i el Jhim.